# Jurjevski Dol
Jurjevski Dol – wieś w Słowenii, w gminie Šentilj. W 2018 roku liczyła 61 mieszkańców.